# 1875

## Събития
- 3 март – Премиера на операта „Кармен“ в парижката „Опера комик“.
- 16 юни – Започва строителството на църквата Сакре кьор в Париж.

## Родени
- Атанас Бабата, български революционер
- Димитър Хаджидинев, български общественик
- Костадин Алакушев, български революционер
- Кузо Попдинов, български революционер
- Леонето Капиело, италиански художник
- Наум Масалинков, български революционер
- Никола Асланов, български революционер
- Филолаос Пихеон, гръцки революционер
- 14 януари – Алберт Швайцер, немски лекар, нобелов лауреат
- 15 януари – Войдан Чернодрински, български театрален деец и писател
- 22 януари – Дейвид Уорк Грифит, американски режисьор
- 30 януари – Атанас Буров, български политик
- 30 януари – Климент Шапкарев, български революционер и учител
- 31 януари – Иван Вълков, български офицер и политик
- 19 февруари – Димо Хаджидимов, бъгарски революционер и политик
- 1 март – Жан Огюст Мари Тийо, френски офицер и изследовател
- 1 март – Кирил Пърличев, български революционер и общественик
- 7 март – Морис Равел, френски композитор
- 8 март – Франко Алфано, италиански композитор и пианист
- 13 март – Никола Топалджиков, български военен деец
- 1 април – Едгар Уолъс, британски писател
- 6 април – Ксения Александровна, велика руска княгиня
- 15 април – Георги Евстатиев, български художник
- 29 април – Рафаел Сабатини, английски писател
- 7 май – Методи Патчев, български революционер
- 20 май – Парашкев Цветков, български революционер
- 25 май – Петър Дървингов, български офицер и историк
- 6 юни – Томас Ман, германски писател, нобелов лауреат
- 23 юни – Кирил Христов, български писател
- 3 юли – Фердинанд Зауербрух, немски хирург
- 19 юли – Харалампи Тачев, български художник
- 25 юли – Джим Корбет, английски писател и ловец
- 26 юли – Антонио Мачадо, испански поет
- 26 юли – Карл Густав Юнг, швейцарски психолог и психиатър
- 31 юли – Жеко Радев, български географ
- 3 септември – Фердинанд Порше, австрийски инженер
- 20 септември – Матиас Ерцбергер, германски политик
- 22 септември – Васил Моллов, български хирург и общественик
- 25 септември – Кузман Стефов, български революционер
- 8 ноември – Андрей Протич, български изкуствовед
- 19 ноември – Михаил Калинин, руски политик
- 20 ноември – Йосиф Хербст, български журналист
- 21 ноември – Никола Русински, български военен и революционер
- 24 ноември – Нобуюки Абе, японски политик
- 4 декември – Райнер Мария Рилке, австрийски поет
- 6 декември – Елена Карамихайлова, българска художничка
- 19 декември – Милева Марич, сръбска математичка
- 25 декември – Йован Бабунски, сърбомански войвода
- 25 декември – Стефан Иванов, български художник
- 26 декември – Добри Христов, български композитор (стар стил – 14 декември)
- 28 декември – Алексей Михайлович, руски велик княз

## Починали
- Иларион Макариополски, български духовник
- Дионисий Ловчански, български духовник
- Нако Станишев, български възрожденец
- 6 януари – Кръстьо Пишурка, български народен будител
- 20 януари – Жан-Франсоа Миле, френски художник
- 1 март – Матей Преображенски, български революционер и народен будител
- 7 март – Джон Едуард Грей, британски зоолог
- 31 март – Елифас Леви, френски езотерик
- 7 април – Георг Хервег, немски поет
- 3 юни – Жорж Бизе, френски композитор
- 4 юни – Едуард Мьорике, немски поет
- 29 юни – Фердинанд I, австрийски император
- 4 август – Ханс Кристиан Андерсен, датски писател
- 25 август – Шарл Огюст Фросар, френски генерал
- 30 август – Фьодор Бруни, руски художник (* 1799 г.)
- 30 септември – Емануил Васкидович, български просветен деец
- 4 август – Ханс Кристиян Андерсен, датски писател и поет
- 10 октомври – Алексей Константинович Толстой, руски писател

Вижте също:
- календара за тази година